# CA Timișoara
CA Timișoara war ein rumänischer Fußballverein aus Timișoara. Er spielte nie in der höchsten rumänischen Fußballliga, der Divizia A, erreichte aber zweimal das Achtelfinale um den rumänischen Pokal.

## Geschichte
CA Timișoara (CAT) wurde im Jahr 1902 unter dem Namen FC Temesvár gegründet, da die Stadt Timișoara seinerzeit als Temesvár zu Österreich-Ungarn gehörte. Nach dem Zweiten Weltkrieg spielte er unter dem Namen CA Timișoara in Rumänien. Während der 1920er-Jahre konnte er sich nicht gegen die lokale Konkurrenz von Chinezul Timișoara durchsetzen und für die Endrunde um die rumänische Fußballmeisterschaft qualifizieren. Als im Jahr 1932 die Divizia A gegründet wurde, war CAT nicht mit von der Partie. Überregional machte der Klub erstmals im rumänischen Pokal 1933/34 auf sich aufmerksam, als er sich mit 9:0 gegen Sportul Studențesc durchsetzen und ins Achtelfinale einziehen konnte. Dort schied er gegen den späteren Finalisten Universitatea Cluj aus. Ein Jahr später wurde dieser Erfolg wiederholt.
Mit Gründung der Divizia B im Jahr 1934 nahm CAT im überregionalen Ligabetrieb teil. Sowohl in der Saison 1934/35 als auch in der darauf folgenden Spielzeit platzierte sich der Verein am unteren Tabellenende. Im Jahr 1936 fusionierte der Verein mit dem Lokalrivalen RGM Timișoara zu CAM Timișoara und löste sich damit auf.

## Erfolge
- Achtelfinale um den rumänischen Pokal: 1934, 1935

## Bekannte Spieler
- István Klimek
- Ladislau Raffinsky
- Adalbert Steiner